# Seilandsjøkelen
Seilandsjøkelen (nordsamisk: Nuortageašjiehkki) er en isbræ i Seiland nationalpark på øen Seiland i Troms og Finnmark fylke i Norge.
Bræen har et areal på ca. 14 km² og det højeste punkt på ca. 950 moh. 
Navnet Seilandsjøkelen bruges også om toppen af det faste bjerg  som er isfrit. Denne top ligger 985,9 meter over havet, og danner grænsepunkt mellem kommunerne Kvalsund, Hammerfest og Alta. Dette er det høyeste punktet i Kvalsund.
Seilandsjøkelen ligger i Seiland nationalpark der blev oprettet i 2006.